# Dosso di Lavedo
Dosso di Lavedo ist eine zur Gemeinde Tremezzina gehörende Halbinsel im Comer See in Italien. Die Halbinsel ist komplett bewaldet, u. a. mit Palmen, Kastanien und Eschen. Ein Rundweg führt durch diesen Wald hindurch. An der Spitze der Halbinsel befindet sich die Villa del Balbianello, die besichtigt werden kann.